# HIAG
HIAG (en alemany, Hilfsgemeinschaft auf Gegenseitigkeit der Angehörigen der ehemaligen Waffen-SS, literalment "Associació d'ajut mutu dels antics membres de les Waffen-SS") va ser una organització fundada per a proveir assistència als veterans i treballar per a la rehabilitació del seu estatut legal pel que fa a les seves pensions.

## Història
L'Hilfsgemeinschaft auf Gengenseitigkeit Der ehemaligen Angehörigen Der Waffen-SS e.V. o HIAG va ser fundada a Alemanya en el transcurs de l'any 1951 en tant que fraternal d'antics combatents. Els fundadors i primers presidents de l'HIAG van ser sobretot Otto Kumm, l'últim comandant de la 1a Divisió Leibstandarte SS Adolf Hitler, Richard Schultze-Kossens, ajudant d'Adolf Hitler i del qual les últimes funcions havien consistit a dirigir la SS-Junkerschule (o acadèmia militar destinada a la formació dels oficials SS) a Bad Tölz, Felix Steiner, general SS manant el III Cos blindat germànic, que estava compost de diverses divisions SS i de Paul Hausser, que va ser igualment un dels principals organitzadors de la Waffen-SS i que és conegut per a la seva política sense gràcies per la terra cremada a Europa de l'Est. Després de la seva gràcia i el seu alliberament el 1955, Sepp Dietrich, que havia estat en darrer lloc el comandant de la 6a Divisió Panzer SS i que havia tingut un paper preponderant en l'assassinat d'Ernst Röhm (la nit dels llargs ganivets) es va adherir igualment a l'HIAG.
A la sortida, l'HIAG va ser organitzada de manera descentralitzada, però aquesta estructura durà fins a la fi dels anys cinquanta. L'objectiu de «l'associació d'ajuda mútua» era d'obtenir una assimilació jurídica dels antics membres de la Waffen-SS als soldats de la Wehrmacht així com obtenir la rehabilitació dels soldats de la Waffen-SS. L'associació era un membre actiu de la «Societat dels soldats alemany» i exercia una forta influència en la xarxa dels fraternals militars. L'HIAG treballava igualment en col·laboració estreta amb la Kameradschaft IV austríaca.
Una vegada que el principi del dret a la pensió dels antics SS va haver estat molt àmpliament assegurada en els anys seixanta, l'HIAG va portar els seus esforços en activitats de publicista.
A partir de 1951 publicà el Wiking-Ruf (literalment "la crida del Viking") que es va fer el seu orgue de difusió. A partir de 1956 aquest últim va ser separat d'una altra revista en publicació mensual, el «Der Freiwillige» (o el Vonlontaire). Aquesta última arribà a un nombre de 12.000 exemplars que s'elevava encara a 8.000 el 1992. L'editor n'era Erich Kern que va ser durant anys el secretari del diputat CDU Hans Wissenbach. Aquesta revista sempre és publicada encara pel Munin-Verlag (edicions Munin).
Fins a mitjans dels anys seixanta, representants de l'HIAG es reunien a tots els partits important i l'HIAG disposava d'un ampli reconeixement. Així, en 1954 Helmut Schmidt va fer una exposició a l'HIAG sobre el tema "Tradició militar i democràcia social". El 1978 l'organització disposava de 118 associacions locals o de districte. Per intermitència comptava de vint a quaranta mil membres. Sobre els 250 000 veterans aproximadament de la Waffen-SS que comptava la República federal de les avaluacions permetien d'estimar que prop de 70 000 d'ells eren afiliats a l'associació federal HIAG. Tanmateix, a partir dels anys vuitanta diversos diputats del Bundestag van incórrer en incompatibilitats amb la seva adscripció al HIAG. El SPD decretà una clàusula d'incompatibilitat. Això provocà una progressiva pèrdua de la seva influència. A través de les associacions regionals subsistents és encara present en les fraternitats de soldats i antics combatents.
En el moment de la dissolució de l'associació HIAG el 1992, comprenia entre els seus afiliats dotze associacions de Länder, dotze tropes i nombroses fraternals de districte. Hubert Meyer, Auguste Hoffmann i Jean Felde feien part el 1992 de l'últim comitè director federal. Fins a aquesta data, la seva direcció federal havia estat especial "subjecte d'observació" de l'Ofici federal de Protecció de la Constitució de mena de les informacions dirigides en el sentit dels §§3, 4 de la llei de protecció de la Constitució federal.
Subsisteixen certes associacions de Länder i dels fraternitats regionals així com la institució "Kriegsgräberstiftung Wenn alle Brüder schweigen" (fundació per a les sepultures militars "Quan tots els germans es callen") fundada el 1993. Aquesta institució amb seu a Stuttgart és dirigida pel president Auguste Hoffmann, pel president que representa Heinz Berner i el tresorer Werner Bitzer. Segons els seus propis estatuts, la seva tasca consisteix principalment a buscar el "les tombes de soldat dins del país i a l'estranger - particularment de la nostra tropa -, protegir-los i a informar dels seus ubicacions al Volksbund Deutsche Kriegsgräberfürsorge